# 阿邦佐哈里
丹斯里拿督巴丁宜阿邦佐哈里（1950年8月4日—），馬來西亞政治人物，现任砂拉越总理。

## 生平

### 早年生涯及教育
阿邦佐哈里在1949年8月4日出生於英屬砂拉越林夢省，是砂拉越首任州元首敦拿督阿邦哈芝奥本的幼子。他在古晉末巴迪哲邦國小（Sekolah Kebangsaan Merpati Jepang）完成小學教育，其後就讀古晉聖多瑪中學，之後在英國布魯內爾大學取得工商管理碩士學位。畢業後，他前往馬來西亞航空任職行政人員。

### 政治生涯
阿邦佐哈里在1977年加入砂拉越土著保守聯合黨（Parti Pesaka Bumiputera Bersatu），其後在1981年成為砂拉越州議會砂督區（Satok）的州議員。在擔任州議員後的1982年至1984年間，他擔任首席部長首席政治秘書，其後在1984年至1987年間擔任區域與社區發展部助理部長。
1987年，阿邦佐哈里獲任命為工業發展部長，其後曾先後擔任旅遊部長、黨務部長以及房屋與城市化部長。在2016年州選舉之後，他獲任命為副首席部長，並同時擔任房屋與城市化部長及旅遊、藝術及文化部部長。
2017年1月11日，因首席部長阿德南沙甸（Adenan Satem）逝世，阿邦佐哈里接任首席部長，並在同年1月13日在州元首泰益瑪目前在阿斯塔納皇宮（Astana）宣誓就職。
2021年11月3日，砂拉越州解除了紧急状态，砂拉越州议会随即自动解散。阿邦佐哈里于2天后召开的一场记者会上宣布此事，砂州随即进入看守政府状态，预备在60天内举行州选举。他取代宣布不捍卫日廊区州议席并献议让位的原任州议员诺罗汀马查依（Naroden Majais），从原任砂督区转战N26日廊选区（Gedong）。随后同年12月18日举行的砂拉越州选举中，阿邦佐哈里获得4310张选票成功守土，其领导的砂联盟也在选举中拿下82议席中的76个议席，成功以2/3优势执政砂州。阿邦佐哈里当晚在阿斯塔納皇宮宣誓二度出任州首长。

## 個人生活
阿邦佐哈里在1978年娶第二任砂拉越州元首敦端姑武讓（Tuanku Bujang）的華裔養女茱玛阿妮（Juma'ani Tuanku Bujang）為妻，兩人育有一子一女。

## 荣誉

### 国内
- 马来西亚 :
  -  护国领袖勋章 (PMN) – 丹斯里 (2021)[13]
  -  第17任最高元首登基纪念奖章
- 砂拉越 :
  -  犀鸟之星拿督巴丁宜勋章 (DP) – 拿督巴丁宜 (2017)[14]
  -  犀鸟之星拿督阿玛勋章 (DA) – 拿督阿玛 (2008)
  -  砂拉越之星国家领袖勋章 (PNBS) – 拿督斯里 (1990)
  -  砂拉越之星功臣勋章 (JBS) (1985)
- 沙巴 :
  -  神山领袖勋章 (SPDK) – 拿督斯里邦里玛 (2024)[15]

### 国外
- :
  -  汶莱国家元首荣誉勋章 (PSNB) – 拿督斯里斯蒂亚 (2024)[16]

### 荣誉学位
- 马来西亚:
  - 砂拉越科技大学工商管理荣誉博士学位 (2017)[17][18]
  - 马来西亚砂拉越大学经济发展荣誉博士学位 (2019)[19][18]
- :
  - 斯威本科技大学工商管理荣誉博士学位 (2019)[20]

## 备注
1. ↑  此前为了遏制COVID-19疫情，国家元首苏丹阿都拉根据时任首相慕尤丁的建议，在一月颁布了全国实施紧急状态令至8月1日结束，使原定在6月7日因届滿需法定解散砂州议会一事暫被擱置。爾後砂拉越的紧急状态令再因相同原因被延长至2022年2月2日，直至砂拉越州元首泰益玛目觐见国家元首、传达州政府希望结束紧急状态的意见后，获得国家元首的同意之下方才解除。